# Poncoruso
Poncoruso is een bestuurslaag in het regentschap Semarang van de provincie Midden-Java, Indonesië. Poncoruso telt 2059 inwoners (volkstelling 2010).